# Portrait du comte Antoine Français de Nantes
Le portrait du comte Antoine Français de Nantes est un tableau peint en 1811 par Jacques-Louis David qui représente le préfet et comte d'Empire Antoine Français de Nantes. Représentatif des portraits faits sous le premier Empire, c'est un des rares portraits d'apparat fait par le peintre (avec celui du Comte Estève, et le portrait de Napoléon en costume du sacre).

## Provenance
Commandé par le modèle en 1811, il demeure dans la famille jusqu'en 1889. Il fait ensuite partie de la collection d'Antonin Dubost. Il est acquis par le marchand de tableau Paul Durand-Ruel qui le vend en 1892 à E. André. Celui-ci le lègue à l'Institut de France en 1912 avec l'ensemble de sa collection présentée au sein du musée Jacquemart-André inventaire (MJAP-P.1398).